# Calesia phaeosoma
Calesia phaeosoma är en fjärilsart som beskrevs av George Francis Hampson. Calesia phaeosoma ingår i släktet Calesia och familjen nattflyn. Inga underarter finns listade i Catalogue of Life.